# Сангар (аэропорт)
«Сангары» — региональный аэропорт в п. Сангар

## Принимаемые типыВС
Pilatus PC-6 Ан-12, Ан-24, Ан-26, Ан-38, Ан-72, Ан-140, Ил-114, Як-40, Л-410 и др. типы ВС 3-4 классов, вертолёты всех типов.

## Показатели деятельности
| год        | 2014 | 2015 | 2016 | 2017 |
| пассажиров | 3058 | 2028 | 1975 | 1598 |
| Источники: |      |      |      |      |